# USS Eldridge (DE-173)
USS Eldridge (DE-173) là một tàu hộ tống khu trục lớp Cannon từng phục vụ cùng Hải quân Hoa Kỳ trong Chiến tranh Thế giới thứ hai. Nó là chiếc tàu chiến duy nhất của Hải quân Hoa Kỳ được đặt cái tên này, theo tên Thiếu tá Hải quân John Eldridge Jr. (1903-1942), chỉ huy Phi đội Tuần tiễu 71 thuộc tàu sân bay Wasp (CV-7) đã tử trận tại quần đảo Solomon vào ngày 2 tháng 11, 1942 và được truy tặng Huân chương Chữ thập Hải quân. Nó đã phục vụ cho đến khi chiến tranh kết thúc, xuất biên chế năm 1946, rồi được chuyển cho Hải quân Hoàng gia Hy Lạp năm 1951, và tiếp tục phục vụ như là chiếc Leon (D-54) cho đến năm 1992. Con tàu bị tháo dỡ vào năm 1999. Eldridge được tặng thưởng một Ngôi sao Chiến trận do thành tích phục vụ trong Thế Chiến II.

## Thiết kế và chế tạo
Lớp Cannon có thiết kế hầu như tương tự với lớp Buckley dẫn trước; khác biệt chủ yếu là ở hệ thống động lực Kiểu DET (diesel electric tandem). Các động cơ diesel đặt nối tiếp nhau dẫn động máy phát điện để cung cấp điện năng quay trục chân vịt cho con tàu. Động cơ diesel có ưu thế về hiệu suất sử dụng nhiên liệu, giúp cho lớp Cannon cải thiện được tầm xa hoạt động, nhưng đánh đổi lấy tốc độ chậm hơn.
Vũ khí trang bị bao gồm ba pháo 3 in (76 mm)/50 cal trên tháp pháo nòng đơn có thể đối hạm hoặc phòng không, một khẩu đội pháo phòng không Bofors 40 mm nòng đôi và tám pháo phòng không Oerlikon 20 mm. Vũ khí chống ngầm bao gồm một dàn súng cối chống tàu ngầm Hedgehog Mk. 10 (có 24 nòng và mang theo 144 quả đạn); hai đường ray Mk. 9 và tám máy phóng K3 Mk. 6 để thả mìn sâu. Con tàu vẫn giữ lại ba ống phóng ngư lôi Mark 15 21 inch (533 mm). Thủy thủ đoàn đầy đủ bao gồm 15 sĩ quan và 201 thủy thủ.
Eldridge được đặt lườn tại xưởng tàu của hãng Federal Shipbuilding and Drydock Company ở Newark, New Jersey vào ngày 22 tháng 2, 1943. Nó được hạ thủy vào ngày 25 tháng 7, 1943, được đỡ đầu bởi bà John Eldridge Jr., vợ góa Thiếu tá Eldridge, và nhập biên chế cùng Hải quân Hoa Kỳ tại Xưởng hải quân New York vào ngày 27 tháng 8, 1943 dưới quyền chỉ huy của Hạm trưởng, Thiếu tá Hải quân Charles Rivers Hamilton.

## Lịch sử hoạt động

### USSEldridge
Sau khi hoàn tất việc chạy thử máy huấn luyện tại khu vực Bermuda, Eldridge gia nhập Hạm đội Đại Tây Dương để làm nhiệm vụ hộ tống vận tải vượt Đại Tây Dương. Trong giai đoạn từ ngày 4 tháng 1, 1944 đến ngày 9 tháng 5, 1945, nó đã hoàn tất chín chuyến hộ tống vận tải khứ hồi sang khu vực Địa Trung Hải, vận chuyển lực lượng, phương tiện và tiếp liệu đến các cảng Casablanca, Maroc; Bizerte, Tunisia và Oran, Algérie. Xen kẻ giữa các chuyến đi là những lượt bảo trì và đại tu tại xưởng tàu cùng những đợt huấn luyện thực hành tại khu vực Casco Bay, Maine.
Sau khi chiến tranh kết thúc tại châu Âu, Eldridge khởi hành từ New York vào ngày 28 tháng 5, 1945 để phái sang khu vực Mặt trận Thái Bình Dương. Lúc đang trên đường hướng đến Saipan thuộc quần đảo Mariana vào tháng 7, nó đã tấn công vào một mục tiêu dò được bằng sonar, nhưng không đem lại kết quả. Nó đi đến Okinawa vào ngày 7 tháng 8 để hoạt động hộ tống vận tải tại chỗ và tuần tra; và sau khi Nhật Bản chấp nhận đầu hàng vào ngày 15 tháng 8 giúp kết thúc cuộc xung đột, nó tiếp tục phục vụ hộ tống theo tuyến đường Saipan–Ulithi–Okinawa cho đến tháng 11.
Quay trở về Hoa Kỳ, Eldridge được cho xuất biên chế vào ngày 17 tháng 6, 1946 và được đưa về thành phần dự bị.

### Leon(D54)
Vào ngày 15 tháng 1, 1951, con tàu được chuyển cho Hy Lạp trong khuôn khổ Chương trình Viện trợ Quân sự, và nhập biên chế cùng Hải quân Hy Lạp như là chiếc Leon (D54). Nó đã hoạt động tuần tra tại khu vực biển Aegean cũng như được sử dụng trong việc huấn luyện học viên sĩ quan. Leon được cho xuất biên chế vào ngày 15 tháng 11, 1992, và bị bán cho hãng V&J Scrapmetal Trading Ltd. tại Piraeus vào ngày 11 tháng 11, 1999 để tháo dỡ.

## Phần thưởng
Eldridge được tặng thưởng một Ngôi sao Chiến trận do thành tích phục vụ trong Thế Chiến II.
|  |             |  |
|  | Bronze star |  |

| Huân chương Chiến dịch Hoa Kỳ                 |                                                                              |                                      |
| Huân chương Chiến dịch Châu Á-Thái Bình Dương | Huân chương Chiến dịch Châu Âu-Châu Phi-Trung Đông với 1 Ngôi sao Chiến trận | Huân chương Chiến thắng Thế Chiến II |